# تراژدی مکبث (فیلم ۲۰۲۱)
تراژدی مکبث (به انگلیسی: The Tragedy of Macbeth) یک فیلم دلهره‌آور تاریخی آمریکایی محصول سال ۲۰۲۱ به نویسندگی و کارگردانی جوئل کوئن و براساس نمایشنامه مکبث اثر ویلیام شکسپیر است. این نخستین فیلمی است که یکی از برادران کوئن بدون دخالت دیگری ساخته شده است. در این فیلم دنزل واشنگتن، فرانسیس مک‌دورمند (که تهیه کننده فیلم نیز هست)، برتی کارول، الکس هاسل، کوری هاکینز، هری ملینگ، کاترین هانتر و برندان گلیسون به ایفای نقش پرداخته‌اند.

## داستان
پس از متقاعد شدن توسط سه جادوگر، لرد اسکاتلندی تصمیم می‌گیرد تا پادشاه اسکاتلند شود.

## بازیگران
- دنزل واشینگتن در نقش لرد مکبث
- فرانسیس مک‌دورمند در نقش لیدی مکبث
- برتی کارول در نقش بانکو
- برندن گلیسون در نقش پادشاه دانکن
- کوری هاکینز در نقش مکدوف
- موزس اینگرام در نقش لیدی مکدوف
- هری ملینگ در نقش مالکوم
- رالف اینسون در نقش کاپیتان
- برایان تامپسون در نقش جوان قاتل
- سین پاتریک توماس درنقش مونتیت
- لوکاس بارکر در نقش فلانس
- کاترین هانتر به عنوان جادوگران
- الکس هاسل در نقش راس
- مایلز اندرسون

## گویندگان(دوبله)
دوبله این فیلم در زمستان سال 1400 به مدیریت رضا آفتابی و صدابرداری پیمان صالحی در واحد دوبلاژ تلویزیون انجام شد و در نهایت از شبکه نمایش  پخش شد.
| بازیگر           | نقش         | دوبلور          |
| ---------------- | ----------- | --------------- |
| دنزل واشینگتن    | مکبث        | منوچهر والی‌زاده |
| فرانسیس مک‌دورمند | لیدی مکبث   | زهره شکوفنده    |
| کوری هاکینز      | مکداف       | منوچهر زنده‌دل   |
| الکس هیسل        | راس         | علیرضا باشکندی  |
| هری ملینگ        | مالکوم      | افشین زی‌نوری    |
| برندن گلیسون     | شاه دونکان  | محمود قنبری     |
| مایلز اندرسون    | لنوکس       | جواد پزشکیان    |
| جیکوب مک کارتی   | وی فیس      | سعید شیخ‌زاده    |
| رالف اینسون      | ال کاپیتانو | شایان شامبیاتی  |
| موسس انگرام      | لیدی مک داف | مینا شجاع       |
| استیون روت       | پورتر       | تورج نصر        |
| برتی کارول       | بانکیو      | اکبر منانی      |
| مت هلم           | دونال بین   | علی بیگ محمدی   |
| ریچارد شورت      | سیوارد      | رضا آفتابی      |
| روبرت گیلبرت     | آنگوس       | دانیال الیاسی   |

## فیلمبرداری
فیلمبرداری در لس آنجلس در ۷ فوریه سال ۲۰۲۰ آغاز شد. در ماه آوریل، کوئن اعلام کرد که این فیلم رسماً با عنوان تراژدی مکبث نامگذاری خواهد شد.
در تاریخ ۲۶ مارس ۲۰۲۰ اعلام شد که فیلمبرداری به دلیل دنیاگیری کووید-۱۹ متوقف شده‌است. تولید در ۲۳ ژوئیه سال ۲۰۲۰ از سر گرفته شد و در ۳۱ ژوئیه سال ۲۰۲۰ به پایان رسید. این فیلم سیاه و سفید فیلمبرداری شده‌است.
موسیقی این فیلم توسط کارتر برول، همکار دیرینه برادران کوئن، ساخته شده‌است.